# Церква Богоявлення Господнього (Кугаїв)
Церква Богоявлення Господнього — чинна дерев'яна бойківська церква XVII століття у селі Кугаїв Львівського району. Пам'ятка архітектури національного значення охоронний № 475/1.2.. Парафія належить до Львівської архієпархії УГКЦ.

## Історія

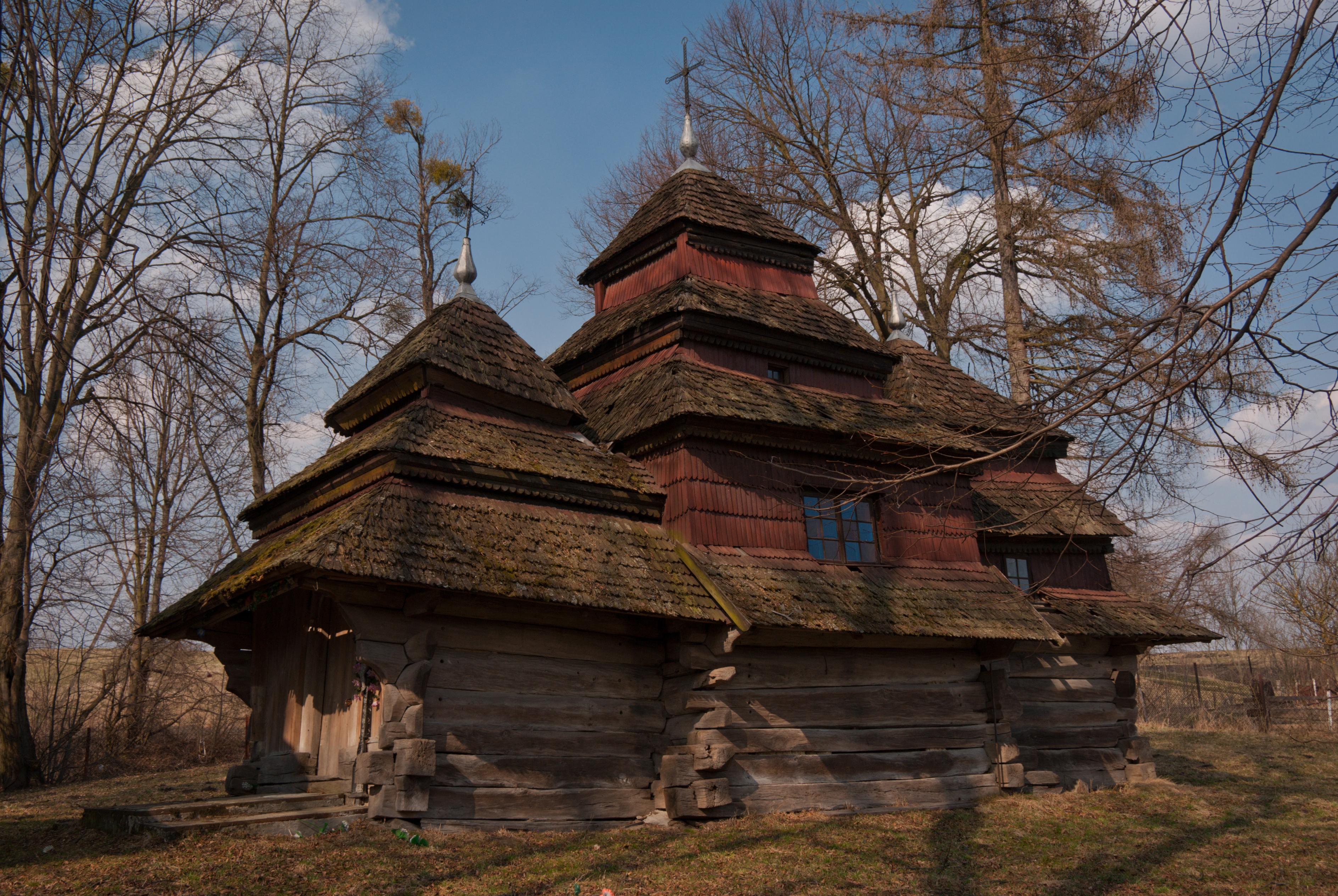

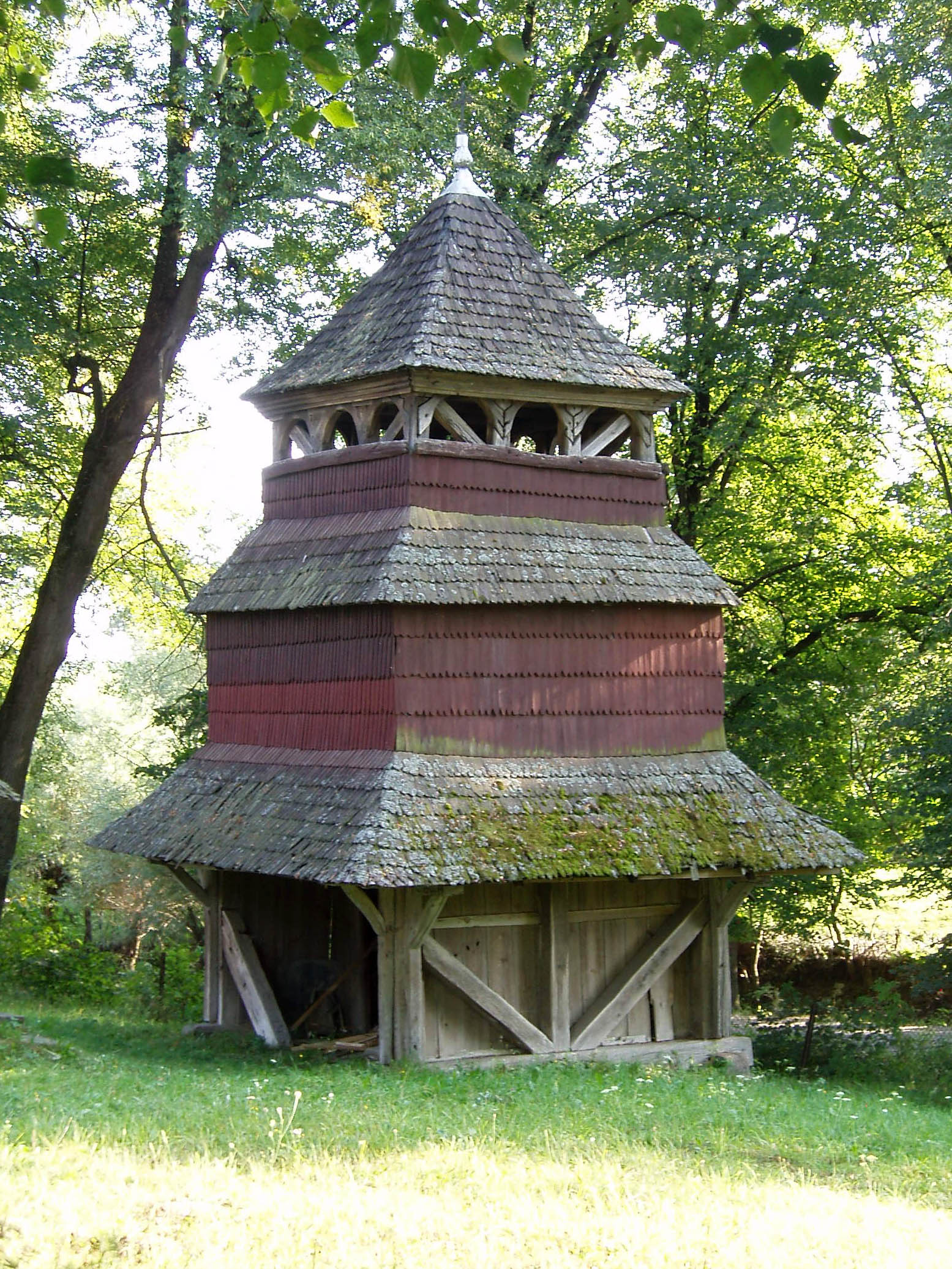

Згідно з датою, зазначеною на одвірку, церкву збудовано 1693 року. Реставровано коштом громади у 1874 році за отця Олександра Гориновича і провізорів Михайла та Василя Батогів (свідчить напис в інтер'єрі). Ремонт проводився також 1985 року. Тоді зокрема було замінено ґонт. 1989 року наново помальовано. 
Після будівництва у 1990-х роках нової мурованої церкви, храм використовувався рідко і поступово занепадав, через що потребує термінової реставрації. 2010 року на замовлення Обласного управління охорони культурної спадщини виконано проєктно-кошторисну документацію. Проектом передбачено, зокрема підняття церкви й заміну підвалин. Вартість реставраційних робіт на той час оцінювалось у 3,5 мільйона грн. Однак коштів на реставрацію не було виділено і робіт не розпочато. 
Наприкінці 2012 року в соціальних мережах стартувала ініціатива з порятунку церкви: «Врятувати церкву в Кугаєві». 
У серпні 2013 року на зібрані волонтерами кошти встановлено охоронну та протипожежну сигналізацію а також перекрито церкву паропроникною плівкою. 13 вересня 2017 року стартував другий етап збору коштів на нову паропроникну плівку, що згодом перетворився у збір коштів на перекриття церкви новим дерев'яним ґонтом. 24 жовтня та 11 листопада 2017 року волонтери вдруге перекрили дах церкви спеціальною паропроникною плівкою. 
Станом на грудень 2017 року, за оцінками фахівців, на реставрацію церкви було потрібно 5,5 мільйона грн. У жовтні 2018 року зусиллями громади, меценатів та волонтерів, відреставровано дзвіницю XVIIІ ст. Зараз триває процес збору коштів на перекриття церкви новим дерев'яним ґонтом та заміну дубових підвалин.

## Архітектура
Церква тризрубна. Центральний об'єм увінчаний тризаломним, а два бічні — двозаломним наметовим ґонтовим дахом. До вівтарної частини з півночі прибудовано ризницю. Зберігся іконостас 1702—1806 років роботи народних майстрів. 
Дзвіниця дерев'яна, каркасної конструкції, триярусна, з частково відкритим першим ярусом. Датується кінцем XVII століття.